# Anacondas – Trail of Blood
Anaconda – Trail of Blood ist ein US-amerikanischer Spielfilm aus dem Jahr 2009. Es ist eine Fortsetzung der Filme Anaconda, Anacondas: Die Jagd nach der Blut-Orchidee und Anaconda – Offspring und wurde als Fernsehfilm produziert und dann auf DVD veröffentlicht. In Deutschland erschien er am 18. Juni 2019 direkt auf DVD.

## Handlung
Der superreiche Magnat Murdoch ist todkrank, aber er kennt das Serum aus der Blut-Orchidee, das Zellen regeneriert und das Leben verlängert und er beauftragt einen Wissenschaftler, ein Serum daraus für ihn zu entwickeln. Dieser testet das Serum an einer Anaconda. Über Nacht wächst die Babyschlange zu einer riesigen Monsterschlange heran, die groß und hungrig genug ist, um den guten Doktor zu verspeisen, bevor sie sich frisch gestärkt auf einen Amoklauf begibt. Weil sich der Wissenschaftler nicht mehr gemeldet hat, beauftragt Murdoch ein Team damit, das Serum zu finden und die Blut-Orchideen zu ernten. Zur gleichen Zeit macht sich auch die attraktive Herpetologin Dr. Amanda Hayes auf die Suche danach: Sie will es zerstören und die gefährlichen Tiere töten, an deren Entstehung sie selbst beteiligt war. Sie führt ein Team junger Wissenschaftler gegen Murdochs eiskalte Bande bewaffneter Schläger an, um die begehrten Orchideen in Sicherheit zu bringen, bevor die gefährliche Schlange beide Parteien erwischt. Das angriffslustige Reptil scheint unbesiegbar, gleitet unbeschadet durch Explosionen und Feuergefechte und regeneriert sich jedes Mal aufs Neue, um unersättlich alles zu verzehren, was sich ihm in den Weg stellt.

## Kritik
„Schlangenhorror.4. Auftritt des Riesenreptils. Es ist die alte Geschichte vom verrückten Wissenschaftler. Dieser hier hat ein Serum entwickelt, das Körperzellen regeneriert. Allerdings hat es auch dafür gesorgt, dass eine Anakonda riesengroß und unverwundbar wurde… Ein tropisches Vieh schlängelt sich durch den Mischwald der Karpaten: Aus dieser Diskrepanz erwächst der einzige Unterhaltungswert des Films. Ansonsten: schlechte Akteure, wirre Story“

## Hintergrund
- Die Filmreihe wurde 2015 mit Lake Placid vs. Anaconda fortgesetzt.